# Võ Quốc Thắng
Võ Quốc Thắng (sinh ngày 9 tháng 12 năm 1967) là một chính khách và doanh nhân Việt Nam. Ông từng là đại biểu Quốc hội Việt Nam khóa 11, thuộc đoàn đại biểu Long An. Ông là Chủ tịch Hội đồng quản trị kiêm Tổng giám đốc Công ty Cổ phần Đồng Tâm. Ngoài ra, ông còn là Chủ tịch Hội đồng quản trị Công ty Cổ phần Bóng đá Chuyên nghiệp Việt Nam (VPF). Ông còn có biệt danh bầu Thắng, do có thời gian làm Chủ tịch CLB Bóng đá Đồng Tâm Long An.
Ông Thắng nguyên là chủ tịch ngân hàng Kiên Long (KienLongBank), có trụ sở tại tỉnh Kiên Giang, chi nhánh tại Thành phố Hồ Chí Minh tại đường Cách mạng tháng tám Quận 3. Ông đã từng là chủ tịch doanh nghiệp trẻ Việt Nam nhiệm kì III.